# Undine Planitia
L'Undine Planitia è una struttura geologica della superficie di Venere.